# 16 avril
Pour les articles homonymes, voir Seize-Avril.
16 mars 16 mai
Chronologies thématiques
- Croisades
- Ferroviaires
- Sports
- Disney
- Anarchisme
- Catholicisme

Abréviations / Voir aussi
- (° 1852) = né en 1852
- († 1885) = mort en 1885
- a.s. = calendrier julien
- n.s. = calendrier grégorien
- Calendrier
- Calendrier perpétuel
- Liste de calendriers
- Naissances du jour

Le 16 avril est le 106e jour, moins souvent le 107e, de l'année du calendrier grégorien ; il en reste ensuite 259.
Son équivalent était généralement le 27e jour du mois de germinal dans le calendrier républicain ou révolutionnaire français, officiellement dénommé jour de l'anémone (la plante).

## Événements

### XVesiècleav. J.-C.
- 1457 av. J.-C. : date supposée de la bataille de Megiddo entre l'Égypte de Thoutmôsis III et une grande coalition cananéenne dirigée par le roi de Qadech, première bataille de l'Histoire dont des détails très précis nous sont connus.

### XIIesiècleav. J.-C.
- 1177 av. J.-C. : éclipse totale[1] ayant pu marquer le retour d'Ulysse auprès de Pénélope.[réf. nécessaire]

### Iersiècle
- 73 : Massada tombe aux mains des Romains, après sept mois de siège.

### XIesiècle
- 1071 : Bari tombe aux mains de Robert Guiscard, mettant ainsi fin à la présence de l'Empire byzantin en Italie.

### XIVesiècle
- 1346 : Stefan Uroš IV Dušan est intronisé empereur des Serbes et des Grecs.

### XVIesiècle
- 1520 : les comuneros espagnols se soulèvent contre Charles V, débutant la guerre des Communautés de Castille.
- 1582 : fondation de Salta par le vice-roi du Pérou, Francisco de Toledo.

### XVIIIesiècle
- 1746 : bataille de Culloden marquant la victoire de la Maison de Hanovre sur les Highlanders écossais jacobites.
- 1780 : la Westfälische Wilhelms-Universität (W.W.U.), l'université de Münster, est fondée à Münster, Rhénanie-du-Nord-Westphalie, Allemagne.
- 1794 : deuxième bataille de Tiburon, pendant la Révolution haïtienne.
- 1799 : bataille du Mont-Thabor, marquant la victoire du général Bonaparte sur les troupes ottomanes.

### XIXesiècle
- 1809 : victoire de Jean-Baptiste d'Autriche sur Eugène de Beauharnais à la bataille de Sacile pendant les guerres de la Cinquième Coalition.
- 1846 : attentat contre le roi Louis-Philippe Ier, commis dans le parc du château de Fontainebleau par Pierre Lecomte, ancien garde de la forêt[2].
- 1866 : Dmitri Karakozov tente d'assassiner l'empereur Alexandre II de Russie.

### XXesiècle
- 1916 : le corps expéditionnaire russe arrive à Marseille.Une tranchée allemande longeant l'Aisne pendant la bataille du Chemin des Dames

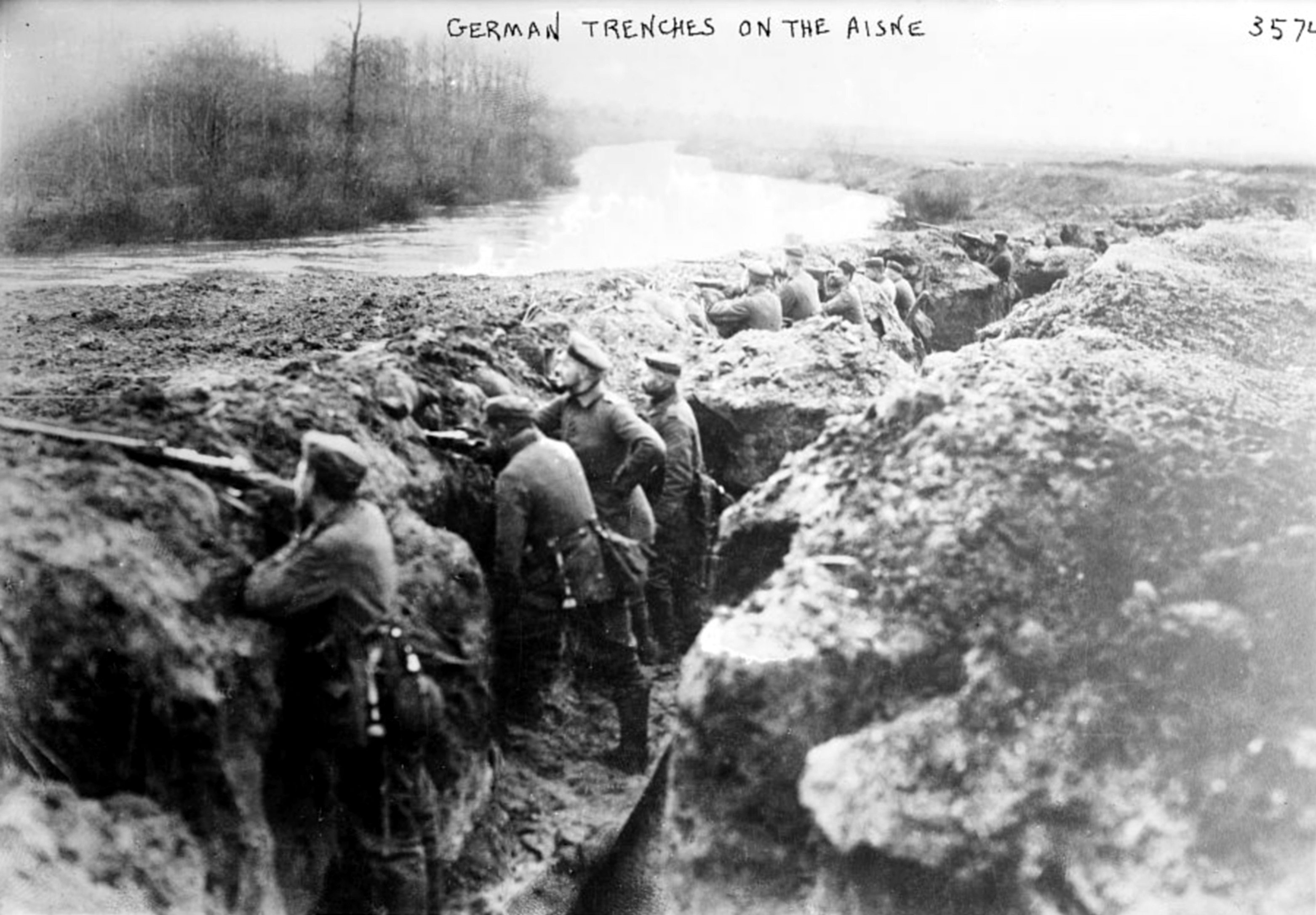
Une tranchée allemande longeant l'Aisne pendant la bataille du Chemin des Dames

- 1917 : à 6 heures, début de la bataille du Chemin des Dames dans l'Aisne (Première Guerre mondiale).
- 1920 : reconnaissance officielle par Mgr Eugène Grellier, évêque de Laval, de l'apparition mariale de Pontmain en 1871[3].
- 1922 : traité de Rapallo, par lequel l'Allemagne reconnaît l'URSS et rétablit des relations diplomatiques avec Moscou.
- 1943 : le chimiste suisse Albert Hofmann découvre les propriétés pharmacologiques du LSD (acide lysergique diéthylamine) après une ingestion accidentelle.
- 1945 :
  - début de la bataille de Berlin ;
  - Torpillage du paquebot Allemand Goya qui transportait des réfugiés, dans la mer Baltique, coulé par le sous-marin soviétique S-13 (environ 6 500 morts).
- 1947 : catastrophe de Texas City.
- 1975 : l'affaire d'Arenc éclate à Marseille.

### XXIesiècle
- 2001 : bataille navale de Mullaitivu-Chalai au Sri Lanka.
- 2003 : le traité d'Athènes consacre le cinquième élargissement de l'Union européenne avec l'entrée de dix nouveaux membres au printemps 2004 puis au 1er janvier 2007.
- 2014 : naufrage du Sewol sur le trajet entre Incheon et Jeju en Corée du Sud.
- 2016 : procédure de destitution de la présidente brésilienne Dilma Rousseff[4].
- 2017 : Référendum constitutionnel en Turquie visant à établir un régime présidentiel[5]. Le « oui » l'emporte de justesse mais l'opposition dénonce des fraudes et conteste le résultat.
- 2025 : en Serbie, Đuro Macut  entre en fonction comme président du gouvernement[6].

## Arts, culture et religion
- 1650 : fondation de l'institution de l’Oratoire (ou noviciat des Oratoriens devenu plus tard l'hôpital-hospice de Saint-Vincent-de-Paul) rue des Charbonniers dans l'ancien faubourg Saint-Michel à Paris. La première pierre de l’église sera posée le 11 novembre 1655 et l’édifice sera consacré le 7 novembre 1657 par l'évêque de Pamiers issu de la Compagnie du Saint-Sacrement François-Étienne de Cault[7].
- 2024 : 
  - au Danemark, un violent incendie se déclare dans la toiture de la Børsen (Ancienne bourse danoise) de Copenhague, sa flèche mythique décorée de dragons s'effondre dans une rue adjacente et provoque un émoi international en raison de sa ressemblance avec l'incendie de Notre-Dame de Paris[8].
  - en Grèce, début du relais de la flamme olympique avec son allumage à Olympie[9].

## Sciences et techniques
- 1940 : découverte du caveau intact du pharaon Amenemopet de la XXIe dynastie à Tanis par Pierre Montet.
- 1955 : le mot ordinateur est inventé par le professeur de philologie Jacques Perret à la demande de la société International Business Machines / IBM.
- 1972 : lancement depuis cap Kennedy de la mission Apollo 16 dont un module Orion se posera sur la Lune quatre jours plus tard.
- 2023 : en Finlande, l'unité 3 de type EPR de la centrale nucléaire d'Olkiluoto, le plus grand réacteur nucléaire d’Europe, entre en service industriel avec treize ans de retard sur le calendrier initial[10].

## Économie et société
- 1921 : naissance du premier fromage fondu en portions « La Vache qui rit » dont le brevet est déposé par l'affineur jurassien Léon Bel[11].
- 2007 : fusillade de l'université Virginia Tech faisant une soixantaine de victimes dont 33 morts dont le tireur, la tuerie scolaire par fusillade la plus meurtrière de l'histoire des États-Unis.
- 2014 : naufrage du ferry sud-coréen Sewol transportant 476 passagers au large de l'île de Jindo dont 304 morts et la majorité des lycéens en voyage scolaire.
- 2016, autour de la "ceinture de feu du Pacifique" :
  - répliques meurtrières du séisme de Kumamoto au Japon[12] ;
  - séisme meurtrier en Équateur[13],[14].

## Naissances

### XVesiècle
- 1495 (voire à une autre date) : Petrus Apianus, astronome et mathématicien allemand († 1552 voire 21 avril 1552).

### XVIIesiècle
- 1646 : Jules Hardouin-Mansart, architecte français, premier architecte du roi Louis XIV et surintendant des bâtiments du roi († 11 mai 1708).
- 1657 : Thomas Fairfax, noble et homme politique anglais († 6 janvier 1710).
- 1660 : sir Hans Sloane, médecin, naturaliste et collectionneur irlandais d'origine écossaise († 11 janvier 1753).
- 1661 :
  - Stefano Maria Legnani dit « le Legnanino », peintre italien († 4 mai 1713).
  - Charles Montagu, 1er comte d'Halifax, poète et homme d'État anglais († 19 mai 1715).

### XVIIIesiècle

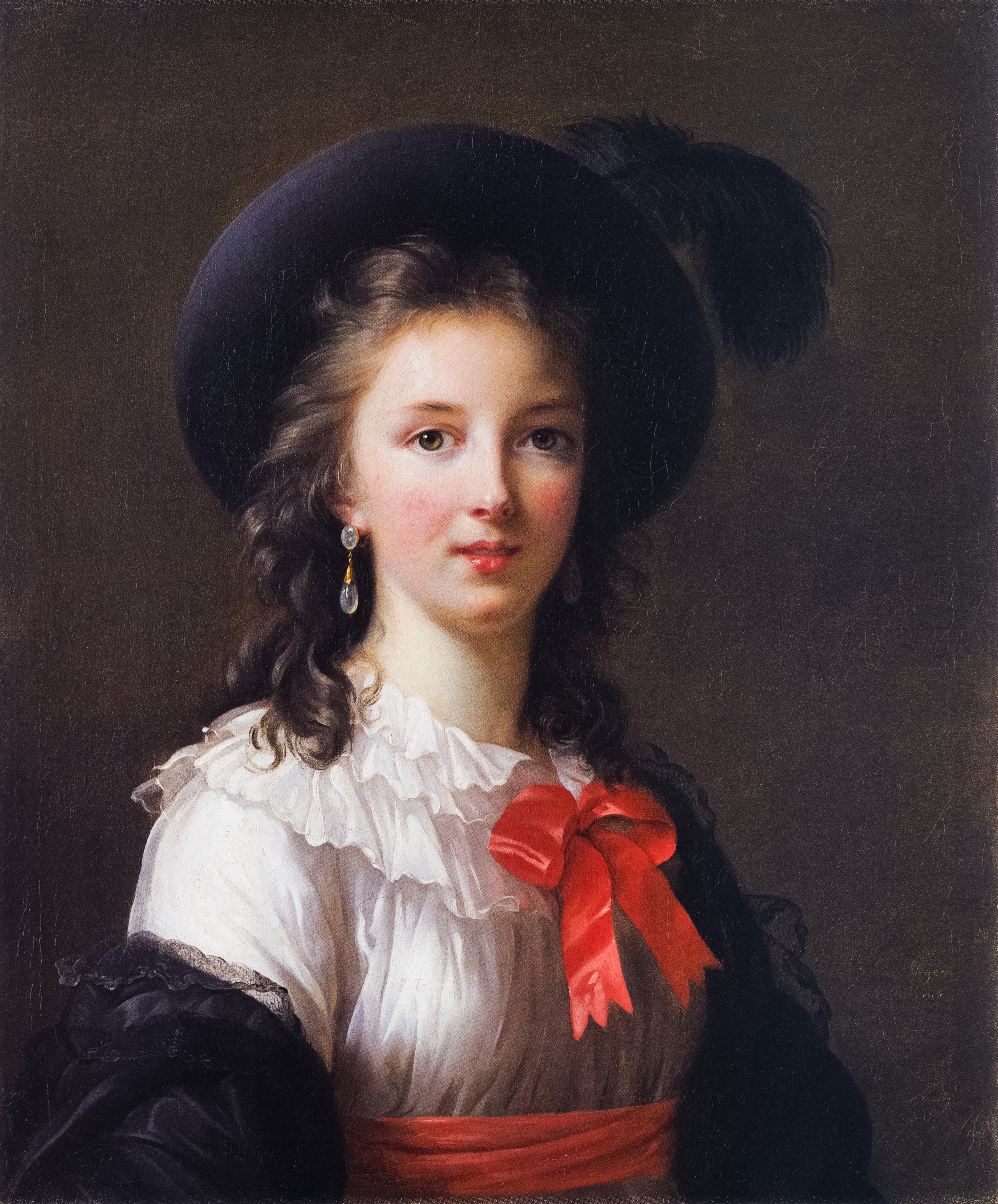
Madame Vigée-Lebrun

- 1755 : Élisabeth Vigée Le Brun, peintre française († 30 mars 1842).
- 1786 :
  - Albrecht Adam, peintre et graveur allemand († 28 août 1862).
  - John Franklin, marin et explorateur anglais († 11 juin 1847).
- 1792 : Filippo de Angelis, cardinal italien, archevêque de Fermo († 8 juillet 1877).

### XIXesiècle
- 1810 : Allyre Bureau, homme politique et musicien français († 31 octobre 1859).Charlie Chaplin dans La Ruée vers l'or (scène de la danse des petits pains)

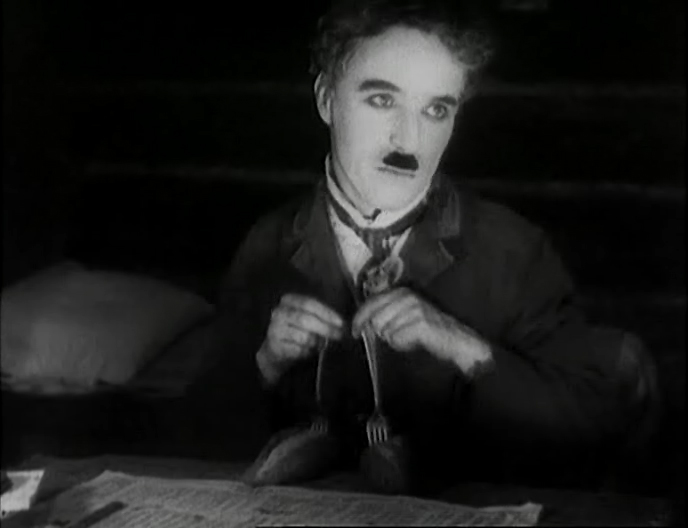
Charlie Chaplin dans La Ruée vers l'or (scène de la danse des petits pains)

- 1822 : Karl Theodor Robert Luther, astronome allemand († 15 février 1900).
- 1827 : Octave Crémazie, écrivain et poète canadien († 16 janvier 1879).
- 1838 : Ernest Solvay, chimiste et industriel belge († 26 mai 1922).
- 1844 : Anatole France, écrivain et académicien français, prix Nobel de littérature en 1921 († 12 octobre 1924).
- 1850 : Sidney Gilchrist Thomas, ingénieur britannique († 1er février 1885).
- 1867 : Wilbur Wright, pilote, constructeur aéronautique américain et pionnier de l'aviation († 20 mai 1912).
- 1869 : Marguerite Steinheil, maîtresse de Félix Faure, mort en 1899 à l'Élysée lors d'un rendez-vous galant avec elle († 17 juillet 1954).
- 1878 : Albert Corey, athlète français spécialiste du fond et du demi-fond, seul Français présent aux JO de 1904 à Saint-Louis (USA) († 3 août 1926).
- 1881 : Edward Frederick Lindley Wood, 1er comte d'Halifax, homme politique britannique († 23 décembre 1959).
- 1887 : Paul Richaud, cardinal français, archevêque de Bordeaux († 5 février 1968).
- 1889 : Charlie Chaplin (Charles S(pencer) Chaplin dit), acteur et réalisateur britannique au personnage de ses courts- voire moyen-métrages souvent renommé Charlot en français († 25 décembre 1977).
- 1893 :
  - Germaine Guèvremont, romancière canadienne († 21 août 1968).
  - Federico Mompou, compositeur espagnol († 30 juin 1987).
- 1896 : Tristan Tzara, écrivain, poète et essayiste français d'origine roumaine († 25 décembre 1963).
- 1899 : Jaroslav Skobla, haltérophile tchécoslovaque, champion olympique poids lourd en 1932 († 16 avril 1959).

### XXesiècle
- 1902 : Jacques De Busscher, médecin psychiatre belge († 16 octobre 1966).
- 1903 : Léon Geneix, poète français († 5 octobre 1990).
- 1904 : Fifi D'Orsay, actrice canadienne († 2 décembre 1983).
- 1905 : Paul-Pierre Philippe, cardinal français de la curie romaine († 9 avril 1984).
- 1906 : 
  - Lucette Bousquet, juste parmi les nations  († 19 décembre 2005).
  - Elmyr de Hory, peintre et faussaire hongrois († 11 décembre 1976).
- 1907 :
  - Joseph-Armand Bombardier, inventeur canadien, par exemple du motoneige († 18 février 1964).
  - Pierre Lazareff, journaliste français († 21 avril 1972).
- 1908 : Ray Ventura, chef d'orchestre et éditeur de musique français († 29 mars 1979).
- 1914 : John Hodiak, acteur américain († 19 octobre 1955).
- 1916 :
  - Denis Drouin, comédien et humoriste canadien († 27 avril 1978).
  - Roger Duhamel, journaliste, écrivain et diplomate canadien († 12 août 1985).
- 1918 : Spike Milligan, écrivain et comédien irlandais († 27 février 2002).
- 1919 :
  - Merce Cunningham, danseur et chorégraphe américain († 26 juillet 2009).
  - Pedro Ramírez Vázquez, architecte mexicain († 16 avril 2013).
- 1921 : Peter Ustinov, auteur et comédien britannique († 29 mars 2004).
- 1922 :
  - Kingsley Amis, écrivain anglais († 22 octobre 1995).
  - Boby Lapointe, chanteur français († 29 juin 1972).
  - Léo Tindemans, homme politique belge († 26 décembre 2014).
- 1924 : Henry Mancini, compositeur américain († 14 juin 1994).
- 1926 : André Goosse, grammairien belge francophone († 4 août 2019).

- 1927 :

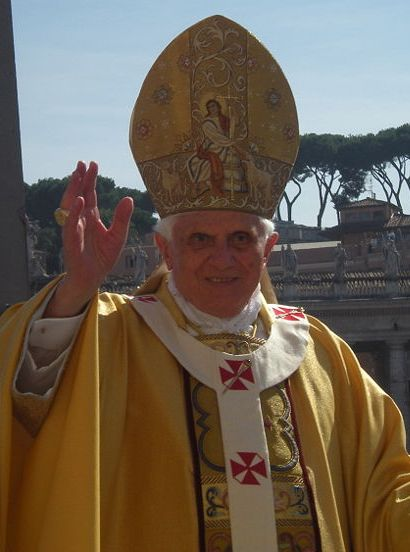
Le pape Benoît XVI

  - Edie Adams, actrice et chanteuse américaine († 15 octobre 2008).
  - John Chamberlain, sculpteur américain († 21 décembre 2011).
  - Joseph Ratzinger, 265e pape sous le nom de Benoît XVI († 31 décembre 2022).
  - Peter Mark Richman, acteur américain († 14 janvier 2021).
- 1928 : Dick Lane, joueur américain de football américain († 29 janvier 2002).
- 1929 : Ed Townsend (en), chanteur et compositeur américain († 13 août 2003).
- 1930 :
  - Sacha Briquet, acteur français († 6 juillet 2010).
  - Francis Lax, acteur français († 13 mars 2013).
  - Herbie Mann, flûtiste de jazz américain († 1er juillet 2003).
  - Fyodor Bogdanovsky, haltérophile soviétique, champion olympique († 2 octobre 2014).
- 1932 : 
  - Henk Schouten, footballeur néerlandais († 18 avril 2018).
  - Pierre Milza, historien français († 28 février 2018).
  - Imre Polyák, lutteur hongrois, champion olympique († 15 novembre 2010).
- 1933 : Perry Botkin Jr., compositeur, arrangeur et musicien américain († 18 janvier 2021).
- 1934 : Robert Stigwood, producteur australien († 4 janvier 2016).
- 1935 :
  - Marcel Carrière, réalisateur et scénariste canadien.
  - Bobby Vinton, chanteur américain.
- 1937 : Francette Vernillat (France Bénitte dite), actrice française, doublure vocale de beaucoup de garçonnets de fictions dont par exemple Tom Sawyer dans la série animée japonaise homonyme († 2 décembre 2019).
- 1939 :
  - Marcel Saint-Germain, humoriste canadien († 27 décembre 2007).
  - Dusty Springfield, chanteuse britannique († 2 mars 1999).
- 1940 :
  - Benoît Bouchard, homme politique et diplomate canadien.
  - Marguerite II de Danemark, reine de Danemark depuis 1972.

- 1942 :

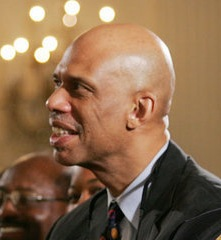
Kareem Abdul-Jabbar

  - Jim Lonborg (en), lanceur de baseball professionnel américain.
  - Frank Williams, gestionnaire britannique de course automobile, fondateur de l’écurie Williams.
- 1945 : Michel Denisot, journaliste français.
- 1946 : Catherine Allégret, actrice française.
- 1947 :
  - Kareem Abdul-Jabbar, joueur de basket-ball américain.
  - Gerry Rafferty, compositeur et chanteur britannique († 4 janvier 2011).
- 1949 : Jacky Boxberger, athlète français, spécialiste du demi-fond et du fond († 9 août 2001).
- 1950 :
  - Robert Dutil, homme politique canadien.
  - David Graf, acteur américain († 7 avril 2001).
- 1951 : Pierre Toutain-Dorbec, photographe, peintre, sculpteur et journaliste français.
- 1952 : 

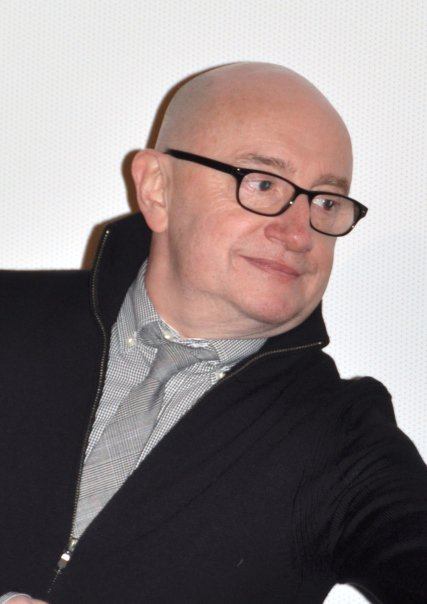
Michel Blanc

  - Michel Blanc Michel Blanc, acteur, scénariste et metteur en scène français († 3 octobre 2024).
  - Béatrice Romand, actrice française.
- 1953 : Jay O. Sanders, acteur américain.
- 1954 : Ellen Barkin, actrice américaine.
- 1955 : Henri de Luxembourg, grand-duc du Luxembourg depuis 2000.
- 1956 : David McDowell Brown, astronaute américain († 1er février 2003).
- 1957 : Patricia De Martelaere, écrivain flamande († 4 mars 2009).
- 1959 : Michael R. Barratt, astronaute américain.
- 1960 : 
  - Tex (Jean-Christophe Le Texier dit), humoriste et animateur de télévision breton et français.
  - Daniel Mendelsohn, écrivain et critique littéraire américain.
- 1963 : Jimmy Osmond (en), acteur et homme d’affaires américain, chanteur du groupe The Osmonds.
- 1964 :
  - Dave Pirner, chanteur et musicien américain du groupe Soul Asylum.
  - Esbjorn Svensson, pianiste de jazz suédois († 14 juin 2008).
  - « El Yiyo » (José Cubero Sanchez dit), matador espagnol († 30 août 1985).
- 1965 :
  - Yves-François Blanchet, homme politique canadien.
  - Martin Lawrence, acteur américain.
- 1968 : 
  - Andreas Hajek, rameur d'aviron allemand, double champion olympique.
  - Juan Holgado, archer espagnol, champion olympique par équipe.
- 1969 : 
  - Olivia Del Rio, actrice brésilienne.
  - Fabien Roussel, homme politique français.

- 1970 :

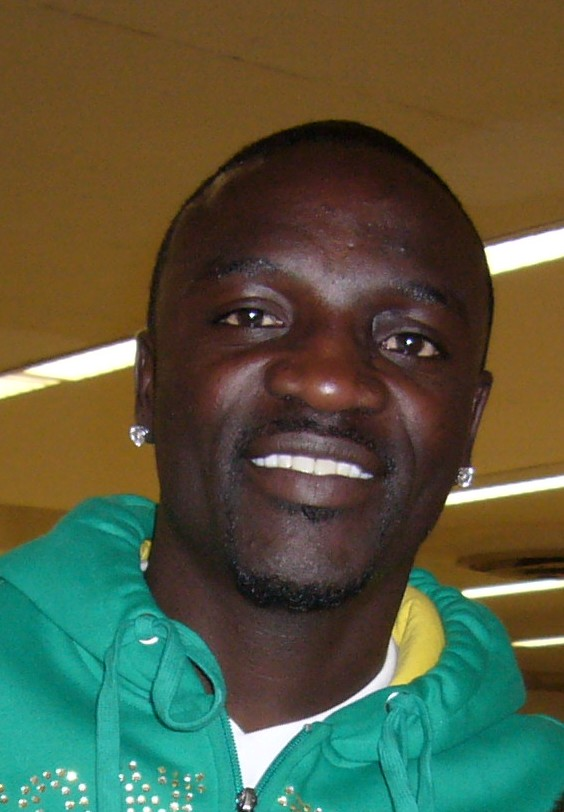
Akon

  - Dero (Stephan Musiol dit), chanteur allemand.
  - Walt Williams, basketteur américain.
- 1971 :
  - Peter Billingsley, acteur américain.
  - Selena Quintanilla, chanteuse texane († 31 mars 1995).
  - Natasha Zvereva, joueuse de tennis biélorusse.
- 1972 :
  - Pavel Gousterine, orientaliste russe.
  - Conchita Martínez, joueuse de tennis espagnole.
  - Andreas Dittmer, céiste allemand, triple champion olympique.
- 1973 :
  - Akon (Aliaune Damala Bouga Time Puru Nacka Lu Lu Lu Badara Akon Thiam dit), chanteur, compositeur et producteur américain d’origine sénégalaise.
  - Teddy Cobeña, sculpteur espagnol né en Équateur.
  - Oksana Yermakova, épéiste russe, double championne olympique.
- 1974 : Mathias Malzieu, musicien, chanteur, écrivain et réalisateur français.
- 1976 :
  - Maxime Giroux, réalisateur québécois.
  - Teddy CobeñaLukas Haas, acteur américain.
  - Shu Qi, actrice taïwanaise.

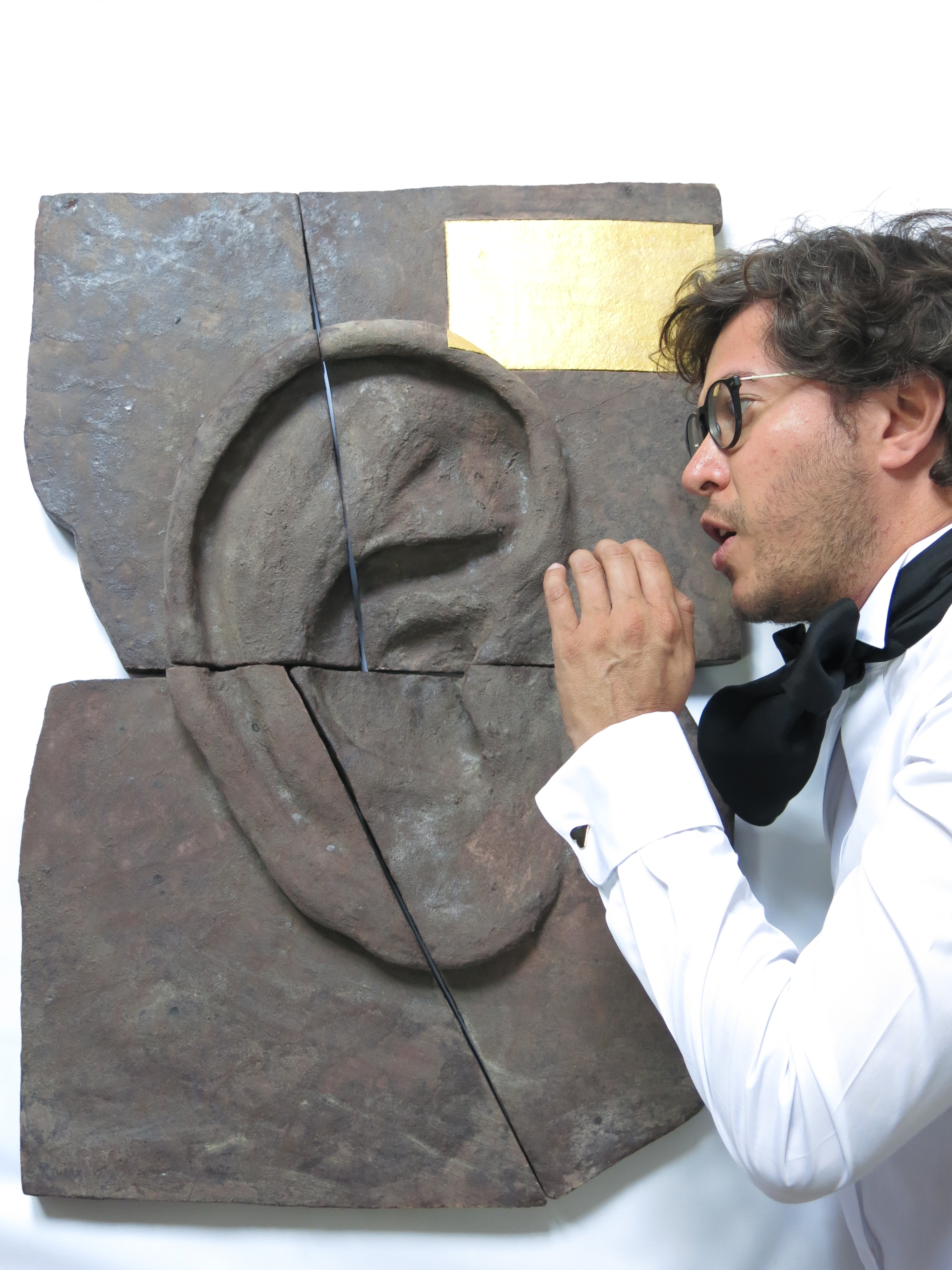
Teddy Cobeña

  - Doriane Vidal, snowboardeuse française.
- 1978 :
  - Adnan Čustović, footballeur puis entraîneur bosnien.
  - Lara Dutta, actrice indienne.
  - Marc Serrano, matador français.

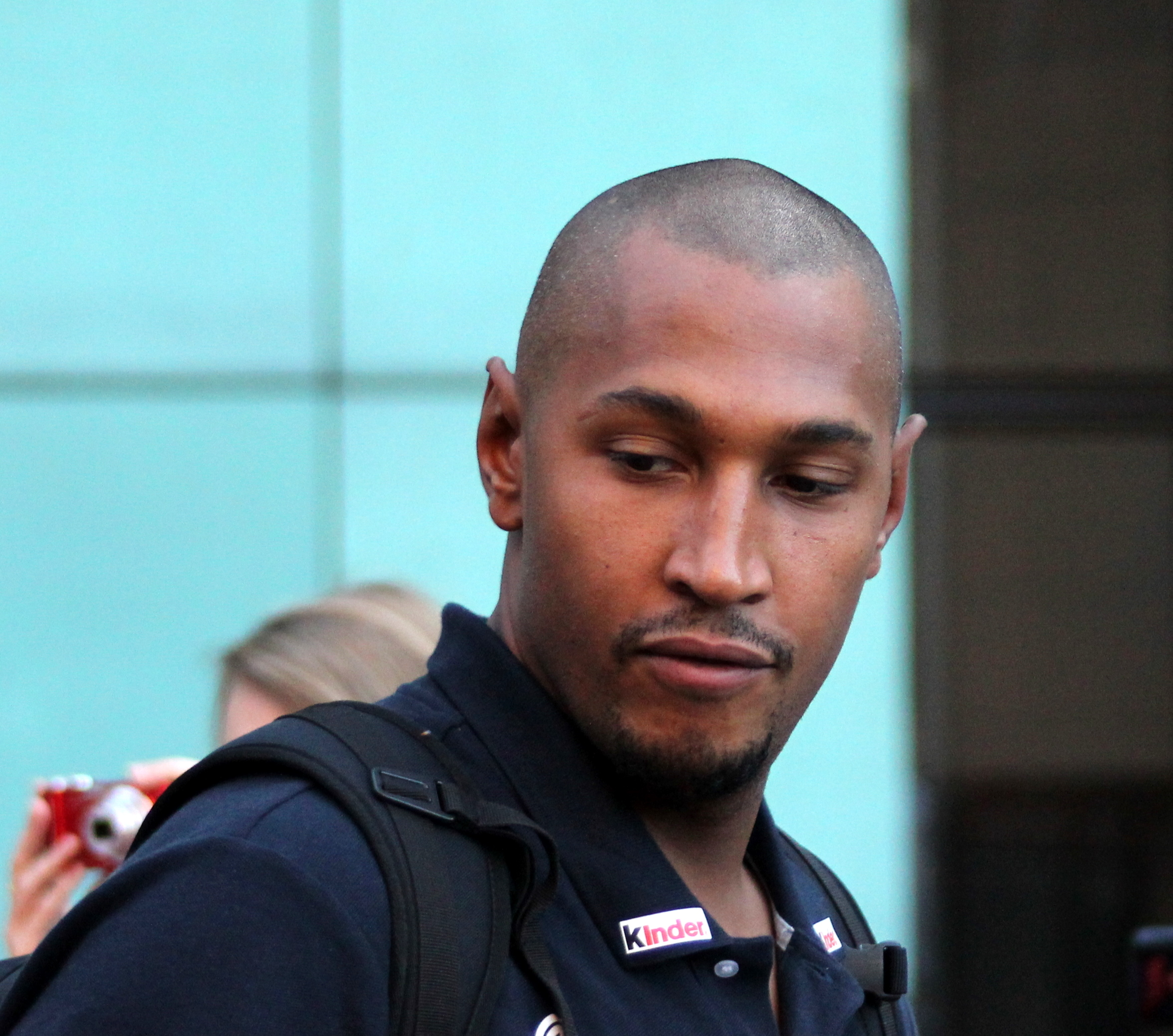
Boris Diaw

- 1979 : Christijan Albers, pilote de F1 néerlandais.
- 1981 :
  - Olivier Pain, pilote de rallye-raid et de motocross français.
  - Matthieu Proulx, joueur de football canadien.
- 1982 :
  - Boris Diaw, basketteur français.
  - Álvaro Montes, rejoneador espagnol.
  - Solange Bied-Charreton, écrivaine française.
- 1984 :
  - Romain Feillu, cycliste sur route français.
  - Claire Foy, actrice britannique.
  - Mourad Meghni, footballeur algérien.
  - Kerron Stewart, athlète de sprint jamaïcaine.

- 1985 :

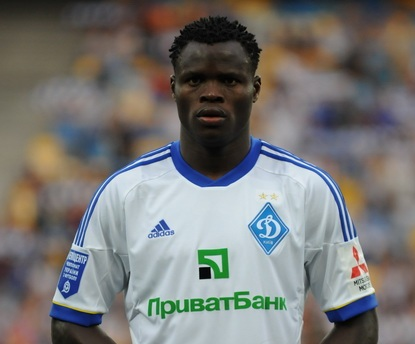
Taye Taiwo

  - Luol Deng, basketteur anglo-soudanais.
  - Taye Taiwo, footballeur nigérian.
  - Olivier Werner, footballeur belge.
- 1986 : Paul di Resta, pilote automobile écossais.
- 1987 :
  - Cenk Akyol, basketteur turc.
  - Kane Bentley, joueur de rugby à XIII français.

- 1988 :

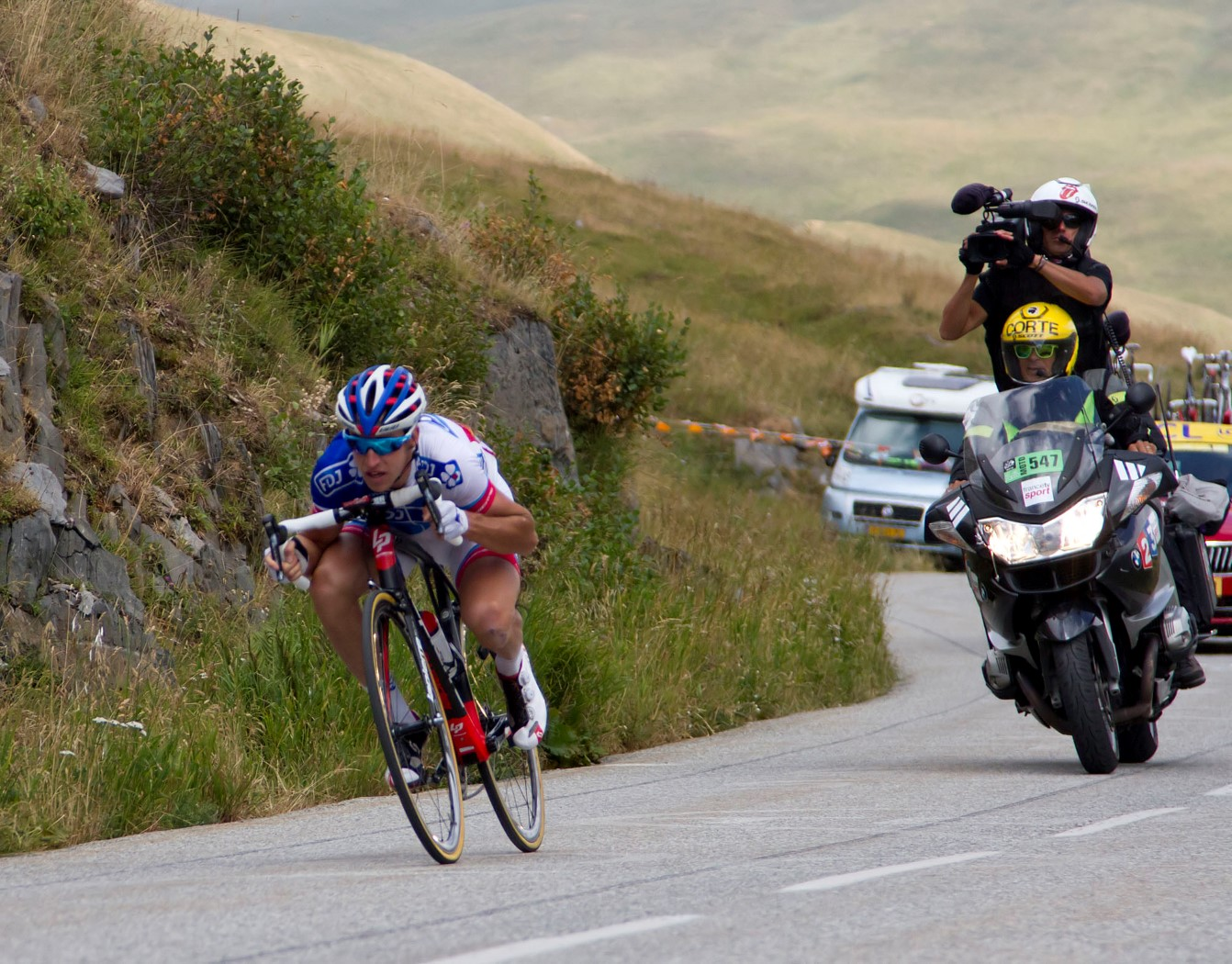
Alexandre Geniez

  - Claudio Beauvue, footballeur français.
  - Alexandre Geniez, cycliste sur route français.
  - Kyle Okposo, hockeyeur professionnel américain.
- 1989 : Jolie Ngemi, artiste congolaise (RDC).
- 1990 :
  - Reggie Jackson, basketteur américain.
  - Jules Sitruk, acteur français.
- 1991 : Nolan Arenado, joueur de baseball américain.
- 1992 : Sébastien de Luxembourg, prince de Luxembourg, fils du grand-duc Henri de Luxembourg.
- 1994 :
  - Albert Almora, joueur de baseball américain.
  - Liliana Mumy, actrice américaine.
- 1995 :
  - Nobuya Katō, athlète japonais.
  - Mackenzie McDonald, joueur de tennis américain.
- 1996 : Anya Taylor-Joy, actrice américano-britannique.

### XXIesiècle
- 2002 : Sadie Sink, actrice américaine.
- 2003 : Alina Foley, actrice américaine.
- 2008 : Éléonore de Belgique, princesse belge.

## Décès

### Iersiècle
- 69 : Othon, éphémère empereur romain durant ses trois ou quatre derniers mois de vie (° 28 avril 32).

### VIIesiècle
- 665 : Fructueux de Braga, religieux galicien (° v. 600).

### IXesiècle
- 886 : Gozlin, évêque de Paris, défenseur de la ville contre les Vikings (° 834).

### XIIesiècle
- 1118 : Adélaïde de Montferrat, épouse de Roger Ier de Sicile (° v. 1075).
- 1160 : Raimon de Montredon, ancien chanoine de Nîmes, puis archidiacre de Béziers, évêque d’Agde et archevêque d'Arles (° inconnue).
- 1198 : Frédéric Ier d'Autriche, duc de l'Archiduché d'Autriche (° 1175).

### XIIIesiècle
- 1292 : Thibaud Gaudin, avant-dernier maître de l'ordre du Temple (° v. 1229).

### XVIIesiècle
- 1687 : George Villiers, 2e duc de Buckingham, homme d'État anglais (° 30 janvier 1628).
- 1689 : Aphra Behn (Aphra Johnston dit), dramaturge anglais (° 10 juillet 1640).

### XVIIIesiècle
- 1783 :
  - Benoît Joseph Labre, sans domicile fixe et pèlerin, canonisé en 1881 (° 26 mars 1748)
  - Christian Mayer, jésuite et astronome tchèque (° 20 août 1719).

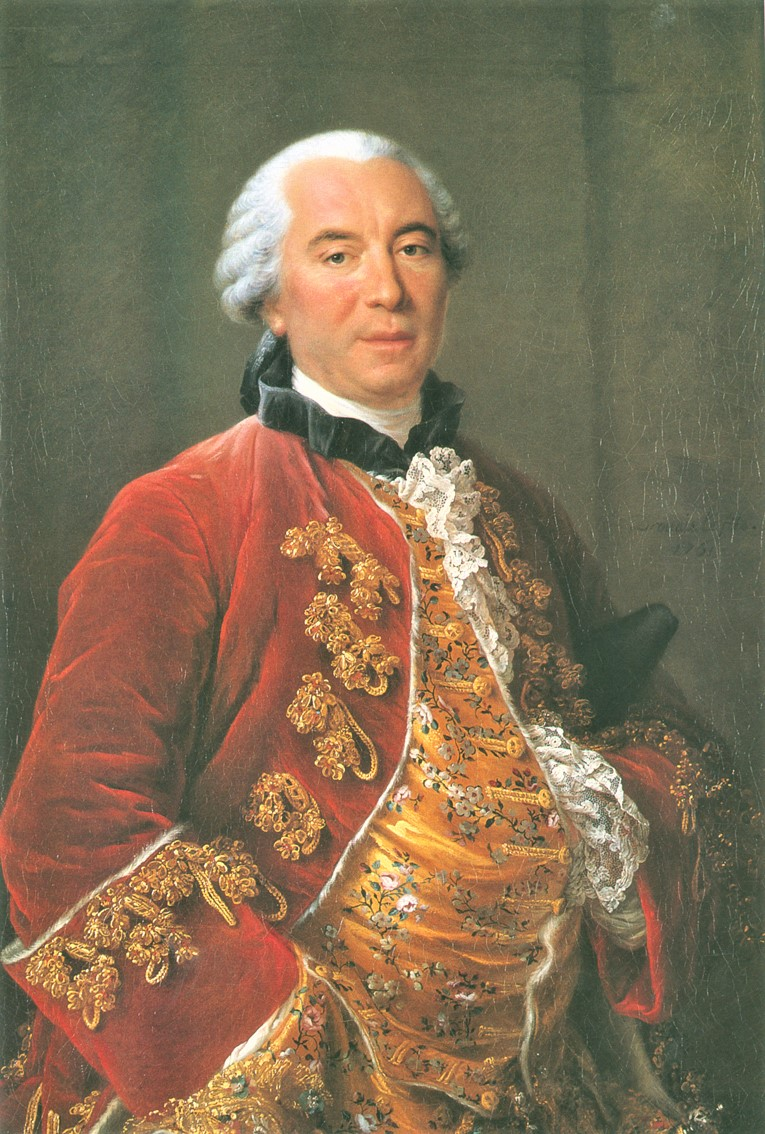
Georges-Louis Leclerc de Buffon

- 1788 : Georges-Louis Leclerc de Buffon Georges-Louis Leclerc de Buffon, naturaliste, mathématicien, biologiste, cosmologiste, auteur français (° 7 septembre 1707).

### XIXesiècle
- 1819 : Jean-Baptiste L'Olivier, homme de guerre, général français (° 19 novembre 1749).
- 1828 : Francisco de Goya, peintre espagnol (° 30 mars 1746).
- 1845 : Mathias Stinnes, industriel allemand (° 4 mars 1790).
- 1850 : Madame Marie Tussaud, fondatrice du musée de cire de Londres (° 7 décembre 1761).
- 1859 : Alexis de Tocqueville, historien et penseur politique français (° 29 juillet 1805).
- 1863 : Charles Durand, poète et chansonnier parisien, mécène des goguettes (° 1804)
- 1879 : Bernadette Soubirous, témoin d'une apparition mariale et sainte catholique française (° 7 janvier 1844).
- 1886 : Jean-Baptiste Rombaux, ingénieur belge (° 2 mars 1817).

### XXesiècle
- 1914 : George William Hill, astronome et mathématicien américain (° 3 mars 1838).
- 1918 : Marcel Lehuédé, sculpteur français (° 21 janvier 1886).
- 1920 : Charles-Albert Gerbais de Sonnaz, comte, diplomate et homme politique italien (° 10 janvier 1839).
- 1928 : Henry Birks, homme d’affaires, orfèvre et bijoutier canadien (° 30 novembre 1840).
- 1930 : 
  - José Carlos Mariátegui, philosophe, journaliste et militant politique péruvien (° 14 juin 1894).
  - Mākereti Papakura, guide, artiste et ethnographe néo-zélandaise (° 20 octobre 1873).
- 1940 : Abdelhamid Ben Badis, président de l'Association des oulémas musulmans algériens (° 4 décembre 1889).
- 1946 : Arthur Chevrolet, pilote automobile américain d'origine suisse (° 25 avril 1884).
- 1947 : Rudolf Höss, militaire allemand, ancien commandant du camp d'Auschwitz-Birkenau (° 25 novembre 1900).
- 1958 : Rosalind Elsie Franklin, chimiste britannique (° 25 juillet 1920).
- 1965 : Sydney Chaplin, acteur anglo-américain, frère aîné de Charles Chaplin (° 16 mars 1885).
- 1966 : Claude-Joseph Gignoux, homme politique, économiste et journaliste français (° 29 novembre 1890).
- 1970 : Richard Neutra, architecte américain (° 8 avril 1892).
- 1972 : Yasunari Kawabata, écrivain japonais, prix Nobel de littérature 1968 (° 14 juin 1899).
- 1974 :  Maxime de Margerie, banquier français (° 19 janvier 1886).
- 1978 :
  - Lucius D. Clay, militaire et personnalité politique américaine (° 23 avril 1897).
  - Philibert Tsiranana, président de Madagascar de 1959 à 1972 (° 28 octobre 1912).
- 1979 : 
  - Fernand Thouvignon, assureur et historien français (° 23 janvier 1904).
  - Maria Caniglia, soprano italienne (° 5 mai 1905).
- 1980 : Morris Stoloff, violoniste, directeur musical et compositeur américain (° 1er août 1898).
- 1983 : François Tilly, officier français, compagnon de la Libération (° 4 juillet 1910).
- 1985 : Scott Brady, acteur américain (° 13 septembre 1924).
- 1988 : Khalil al-Wazir, dirigeant arabe palestinien et chef en second de l'Organisation de libération de la Palestine (° 10 octobre 1937).
- 1989 : Thierry Paulin, Tueur en série français (° 28 novembre 1963).
- 1991 : David Lean, réalisateur et producteur britannique (° 25 mars 1908).
- 1992 :
  - Neville Brand, acteur américain (° 13 août 1920).
  - Andy Russell, chanteur américain (° 16 septembre 1919).
- 1994 : Paul-Émilien Dalpé, syndicaliste québécois (° 1919).
- 1995 : Iqbal Masih, ancien enfant esclave, devenu porte-parole des affranchis, assassiné à l'âge de 12 ans (° 4 avril 1983).
- 1996 : Stávros Niárchos, armateur grec (° 3 juillet 1909).
- 1997 : Roland Topor, écrivain et dessinateur français (° 7 janvier 1938).
- 1999 : Skip Spence, chanteur canadien (° 18 avril 1946).

### XXIesiècle
- 2001 : Michael Ritchie, réalisateur, scénariste, producteur et acteur américain (° 28 novembre 1938).
- 2002 : Robert Urich, acteur et producteur américain (° 19 décembre 1946).
- 2003 :
  - Charles Gagnon, peintre canadien (° 23 mai 1934).
  - Graham Jarvis, acteur canadien (° 25 août 1930).
- 2005 : Kay Walsh, actrice britannique (° 27 août 1911).
- 2006 : Philippe Castelli, acteur français (° 8 juin 1925).
- 2007 :
  - Gaétan Duchesne, joueur de hockey sur glace canadien (° 11 juin 1962).
  - Liviu Librescu, professeur roumain en ingénierie et en mathématiques (° 18 août 1930).
  - Cho Seung-hui, tueur coréen de la fusillade de l'université Virginia Tech (° 18 janvier 1984).
- 2008 : Edward Lorenz, scientifique météorologue américain, père de l'effet papillon (° 23 mai 1917).
- 2009 : Michel Mondésert, évêque catholique français, évêque auxiliaire de Grenoble (° 5 décembre 1916).
- 2010 : Raden Panji Muhammad Noer, homme politique indonésien (°13 janvier 1918).
- 2011 : Allan Blakeney, homme politique canadien (° 7 septembre 1925).
- 2013 :
  - Pier Béland, chanteuse canadienne (° 12 avril 1948).
  - Gérard Jaquet, homme politique français (° 12 janvier 1916).
  - Ali Kafi, colonel et homme d'État algérien (° 17 octobre 1928).
  - Pentti Lund, joueur de hockey sur glace canadien (° 6 décembre 1925).
  - Pedro Ramírez Vázquez, architecte mexicain (° 16 avril 1919).
- 2016 : 
  - Ronit Elkabetz (רונית אלקבץ), actrice, réalisatrice et scénariste israélienne (° 27 novembre 1964).
  - Charlie Hodge, hockeyeur canadien (° 28 juillet 1933).
- 2017 :
  - Matt Anoa'i, catcheur professionnel samoan (° 7 avril 1970).
  - Guy Ébrard, homme politique français (° 13 juillet 1926).
  - Shōichi Watanabe, universitaire japonais (° 15 octobre 1930).
- 2018 :
  - Choi Eun-hee, actrice sud-coréenne (° 20 novembre 1926).
  - Dona Ivone Lara, chanteuse et compositrice brésilienne (° 13 avril 1921).
  - Paul Singer, économiste brésilien (° 24 mars 1932).
- 2019 : Ferenc Bács, acteur hongrois (° 19 juin 1936).
- 2020 : 
  - Rafiq Aliyev, acteur de théâtre et de cinéma soviétique puis azerbaïdjanais (° 14 novembre 1949).
  - Christophe (Daniel Bevilacqua dit), chanteur français (° 13 octobre 1945).
  - Francesco Di Carlo, trafiquant de drogue et criminel italien (° 18 février 1941).
  - Gene Deitch, animateur, réalisateur, producteur et auteur de bande dessinée américain (° 8 août 1924).
  - Andrew J. Fenady, scénariste, producteur, acteur et romancier américain (° 4 octobre 1928).
  - Luiz Alfredo Garcia-Roza, écrivain brésilien (° 16 septembre 1936).
  - Kenneth Gilbert, claveciniste, organiste et pédagogue canadien (° 16 décembre 1931).
  - Danièle Hoffman-Rispal, femme politique française (° 22 juin 1951).
  - Jane Dee Hull, femme politique américaine (° 8 août 1935).
  - Éric Lambert, footballeur belge (° 30 janvier 1936).
  - Santiago Lanzuela, homme politique espagnol (° 27 septembre 1948).
  - Jean-Marie Luton, ingénieur et scientifique français (° 4 août 1942).
  - Luis Sepúlveda, auteur chilien (° 4 octobre 1949).
  - Jack Wallace, acteur américain (° 15 août 1933).
- 2021 :
  - Umberto Battist, homme politique français (° 6 septembre 1939).
  - John Dawes, joueur de rugby à XV gallois (° 29 juin 1940).
  - Charles Geschke, informaticien américain (° 11 septembre 1939).
  - Henri Goetschy, homme politique français (° 4 septembre 1926).
  - Fumio Hisamatsu, manga japonais (° 24 avril 1943).
  - Claude Jamet, footballeur français (° 20 août 1929).
  - Jean Kaltenbach, homme politique français (° 5 avril 1927).
  - Eldar Kouliev, réalisateur, scénariste, acteur et pédagogue soviétique et azéri (° 18 janvier 1941).
  - Kresimir Krnjevic, neurophysiologiste et professeur canadien (° 7 septembre 1927).
  - Helen McCrory, actrice britannique (° 17 août 1968).
  - Serhiy Novikov, judoka soviétique puis russe (° 15 décembre 1949).
  - Andrew Peacock, homme politique australien (° 13 février 1939).
  - Anthony Powell, costumier et décorateur britannique (° 2 juin 1935).
  - Éric Raoult, homme politique français, député et maire du Raincy, ministre de 1995 à 1997 (° 19 juin 1955).
  - Paul Schneider, artiste peintre allemand (° 5 mai 1927).
  - Felix Silla, acteur italien (° 11 janvier 1937).
  - Mari Törőcsik, actrice hongroise (° 23 novembre 1935).
- 2022 : Joachim Streich, footballeur est-allemand puis allemand (° 13 avril 1951).
- 2023 :
  - Eddie Colquhoun, footballeur international écossais (° 29 mars 1945).
  - Michel Coulon, coureur cycliste belge (° 12 janvier 1947).
  - Thierry Courtin, illustrateur français (° 30 mars 1954).
  - Guli Hamroyeva, danseuse de ballet et éducatrice ouzbèke (° 2 décembre 1946).
  - Ahmad Jamal, pianiste et un compositeur de jazz américain (° 2 juillet 1930).
  - Cesare Marchetti, physicien italien (° 12 mai 1927).
- 2024 :
  - Robert Merrihew Adams, philosophe analytique américain (° 8 septembre 1937).
  - Jacques Cooper, styliste français (° 23 janvier 1931).
  - Jacques Dassié, archéologue français (° 22 février 1928).
  - Rodney Gould, pilote de Grand Prix moto britannique (° 10 mars 1943).
  - Bob Graham, homme politique américain (° 9 novembre 1936).
  - Micheline Labelle, anthropologue et professeure d’université canadienne (° 18 février 1940).
  - Rainer Sachs, biologiste et astronome germano-américain (° 13 juin 1932).
  - Josep Maria Terricabras, philosophe et homme politique espagnol (° 12 juillet 1946).
- 2025 :
  - Nora Aunor, chanteuse, actrice et productrice de cinéma philippine (° 21 mai 1953).
  - Colin Berry, animateur de radio et présentateur de journal britannique (° 29 janvier 1946).
  - Aaron Boupendza, footballeur international gabonais (° 7 août 1996).
  - Dwayne Collins, basketteur américain (° 13 avril 1988).
  - João Cravinho, homme politique portugais (° 19 septembre 1936).
  - Fatima Hassouna, photojournaliste indépendante palestinienne (° 1999).
  - Kimmo Sasi, homme politique finlandais (° 21 février 1952).

## Célébrations

### Internationales
- Journée mondiale contre l'esclavage des enfants.
- Journée mondiale de la voix[15].

### Nationales
- Algérie (Union africaine) : youm el ilm[16] c'est-à-dire journée de la science commémorant la mort de l'imam Albelhamid Ben Badis en 1940 ci-avant.
- Danemark (Union européenne à zone euro) : fête nationale commémorant la naissance de la reine du Danemark Marguerite II[17]supra.
- Washington D.C. (États-Unis) : Emancipation Day (en) / journée de l'émancipation commémorant le décret libérant les esclaves dudit district de Columbia que signa le président Abraham Lincoln en 1862.

### Saints des Églises chrétiennes

#### Saints des Églises catholiques et orthodoxes
Référencés ci-après in fine, :
- Engrâce de Saragosse († 303), vierge et ses compagnons, martyrs à Saragosse.
- Fructueux de Braga († 665), archevêque de Dume.
- Galina († IIIe siècle) et ses compagnons, martyrs à Corinthe.
- Hervé de Tours († 1021), chanoine en l'abbaye de Marmoutier (Tours) / Saint-Martin de Tours et fondateur de l'abbaye des moniales de Beaumont-lès-Tours.
- Léonide et 7 compagnes († IIIe siècle), martyres à Corinthe.
- Optat et ses compagnons († 303), martyrs à Saragosse.
- Scubilion († 575), moine à l'abbaye Saint-Jouin de Marnes.
- Thuribe d'Astorga († 460), évêque d'Astorga.
- Thuribe du Mans (IVe siècle), évêque du Mans.
- Vaize († 490), martyr à Saintes.
- Usthazades († 431), martyr en Adiabène (Iran)[20].

#### Saints et bienheureux des Églises catholiques
Référencés ci-après in fine :
- Arcangelo Canetoli († 1513), chanoine régulier du Très Saint-Sauveur à Gubbio en Ombrie.
- Benoît-Joseph Labre († 1783), pèlerin mendiant (à l'origine de foyers pour SDF portant son nom).
- Bernadette Soubirous († 1879), religieuse française sœur de la Charité de Nevers.
- Contard de Broni (it) († 1249), laïc italien et pèlerin.
- Druon de Sebourg († 1185), ermite à Sebourg.
- Guillaume Gnoffi (it) († 1317), ermite à Castelbuono.
- Jean de Castrovillari († 1532), franciscain à Cosenza.
- Joachim Piccolomini († 1305), bienheureux religieux italien servite de Marie.
- Magnus Erlendsson († 1117), comte des Orcades et martyr.
- Pierre Delépine, Jean Ménard et leurs compagnes(† 1794), bienheureux laïcs français et martyrs
- Pierre de Colmpthout (en) († 1572), curé de Haren, martyrisé par des soldats protestants.

#### Saints orthodoxes
aux dates parfois "juliennes" / orientales) :
- Michel († 1772), Michel de Bourla, martyr à İzmir / Smyrne.
- Théodora († 1347), Théodora de Galitch, higoumène (abbé).

### Prénoms du jour
Bonne fête aux Benoît-Joseph
(d'où en partie le choix du nom papal de Benoît par Joseph Ratzinger devenant souverain pontife le 19 avril 2005 et né un XVI avril ci-dessus, en plus d'une "reconnexion" avec le pape sous la première guerre mondiale Benoît XV ? Mais voir aussi saint Benoît les 11 juillet, Joseph les 19 mars voire Bénédicte les 16 mars d'un 16 au suivant).
Et bonne fête aussi aux :
- Bernadette, Bernadet(t)a, Nadette (voir 20 mai, 20 août, 23 janvier) ;
- aux Druon,
- Padern et ses dérivés ou variantes : Paer, Patern, Pedern, Pern, etc. (cf. 15 avril).

## Traditions et superstitions

### Dictons
- « Gelée à la saint-Fructueux rend le vigneron malheureux. »[21]
- « Pour sainte-Agnès [21 janvier ?] et saint-Fructueux, les plus grands froids. »[21]
- « Saint-Druon pluvieux, an fromenteux. »[21]

### Astrologie
- Signe du zodiaque : 27e jour du signe astrologique du Bélier.

## Toponymie
- Les noms de plusieurs voies, places sites ou édifices de pays ou de régions francophones contiennent cette date, sous différentes graphies, en référence à des événements survenus à cette même date : voir Seize-Avril .